# کروپکا
کروپکا (به چکی: Krupka) یک منطقهٔ مسکونی در جمهوری چک است که در ناحیه تپلیتسه واقع شده‌است. کروپکا ۱۴٬۴۳۵ نفر جمعیت دارد.